# 關東平原

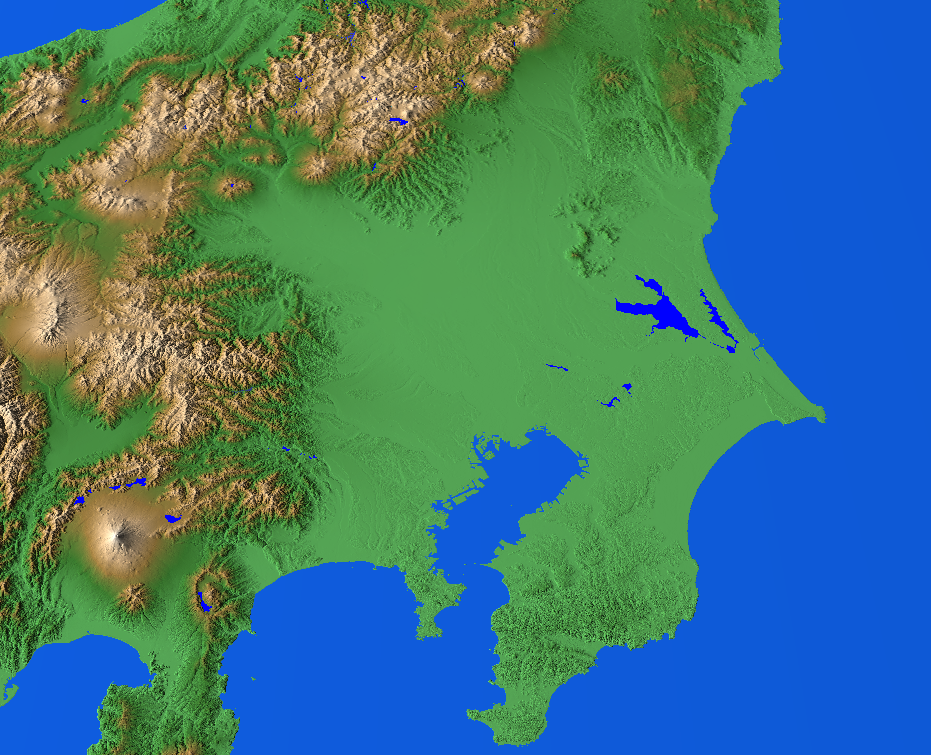
地形圖

關東平原（日语：／ Kantō heiya */?）是位於日本關東地方的平原，也是日本最大的平原，其范围包括关东地方的一都六县（不含房總半島的房總丘陵），总面积约17000平方公里。

## 地理

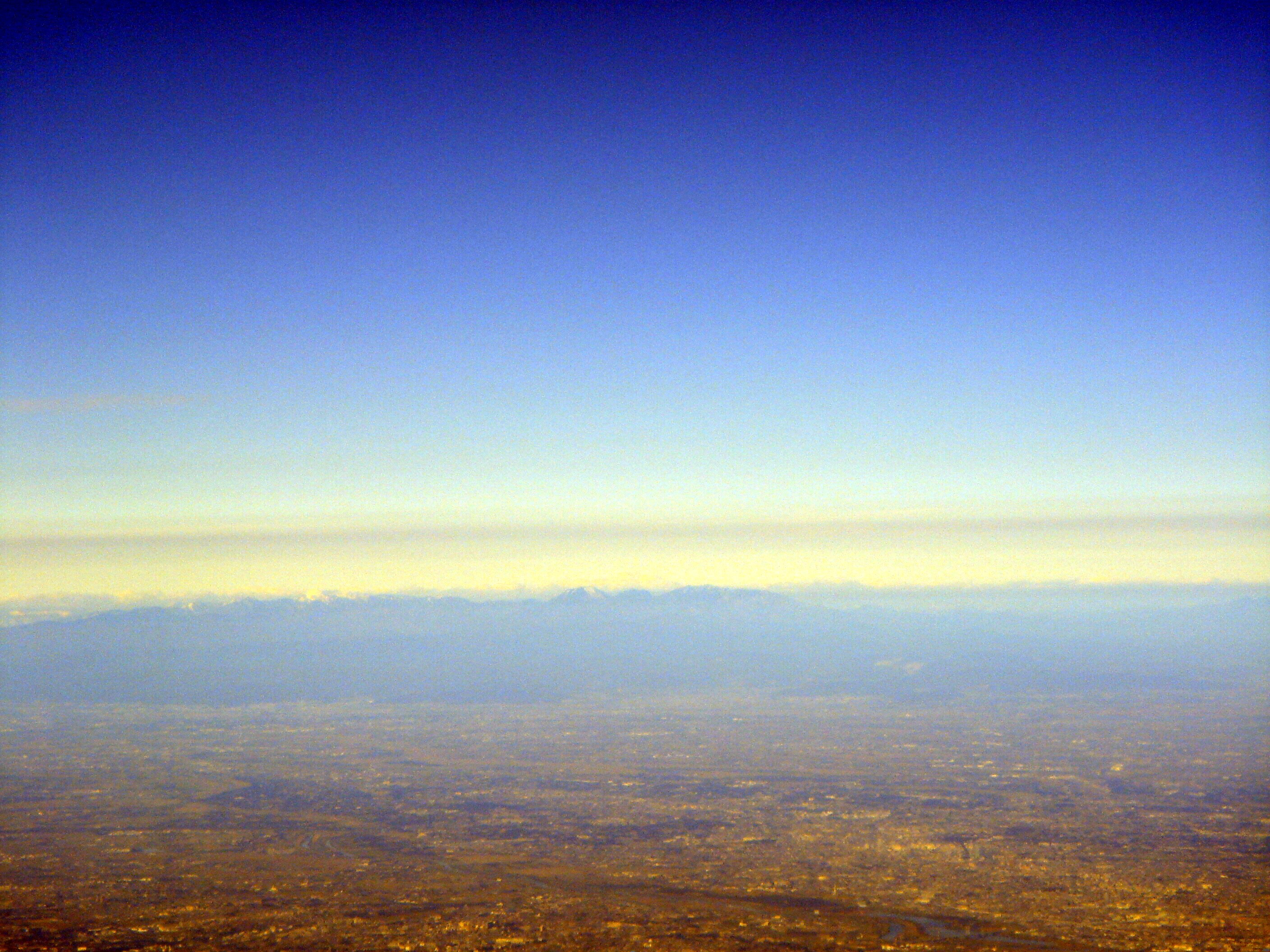
關東平原。遠處的山脈，中間是男體山及日光連山，左方是三國山脈。從東京國際機場上空拍攝

關東平原的範圍包括了群馬縣、栃木縣、茨城縣、千葉縣、埼玉縣、東京都、神奈川縣等七個自治體。平原內的主要城市則有東京（都區部）、橫濱市、川崎市、千葉市及埼玉市。
平原的北側，由東到西，分別為榛名山、赤城山、足尾山地、日光連山、高原山、那須連山、八溝山地、阿武隈山地環繞。平原的西界是關東山地、東界為鹿島灘及九十九里濱。南邊則是被房總半島及三浦半島的丘陵和東京灣、相模灣包圍。
平原上的河川多發源自北方及西方的山地，流向東方或南方。主要的河川有利根川、渡良瀨川、鬼怒川、那珂川、荒川、多摩川及相模川。其中最為重要的是利根川，其流域面積占了關東平原的一半以上。
台地的部分，則有武藏野台地、相模野台地（相模原台地）、大宮台地及下總台地等幾乎都被名為關東壤土層的火山灰土壤覆蓋。至於丘陵的部分，則有第三紀時隆起的多摩丘陵等。
土地利用方面，平原上以東京為中心的首都圈幾乎全為都市用地所覆蓋。在周邊的沖積平原上有一部分的稻作農業存在，而在台地則多為旱田。

## 主要地形

關東地方的地形圖

- 台地：武藏野台地、下末吉台地、相模野台地、下总台地、常陸台地、那須野原
- 湿地：渡良瀬遊水地、見沼田んぼ、東京湾干潟
- 丘陵：多摩丘陵、房総丘陵、大磯丘陵、塩那丘陵、宇都宮丘陵、比企丘陵、狭山丘陵、三浦丘陵
- 河川：利根川、烏川、渡良瀬川、思川、鬼怒川、田川、小貝川、五行川、多摩川、秋川、相模川、荒川、江戸川、隅田川、中川、那珂川、久慈川
- 湖泊：霞浦湖、北浦、印旛沼、手賀沼、牛久沼、谷中湖